# Norbert von Xanten

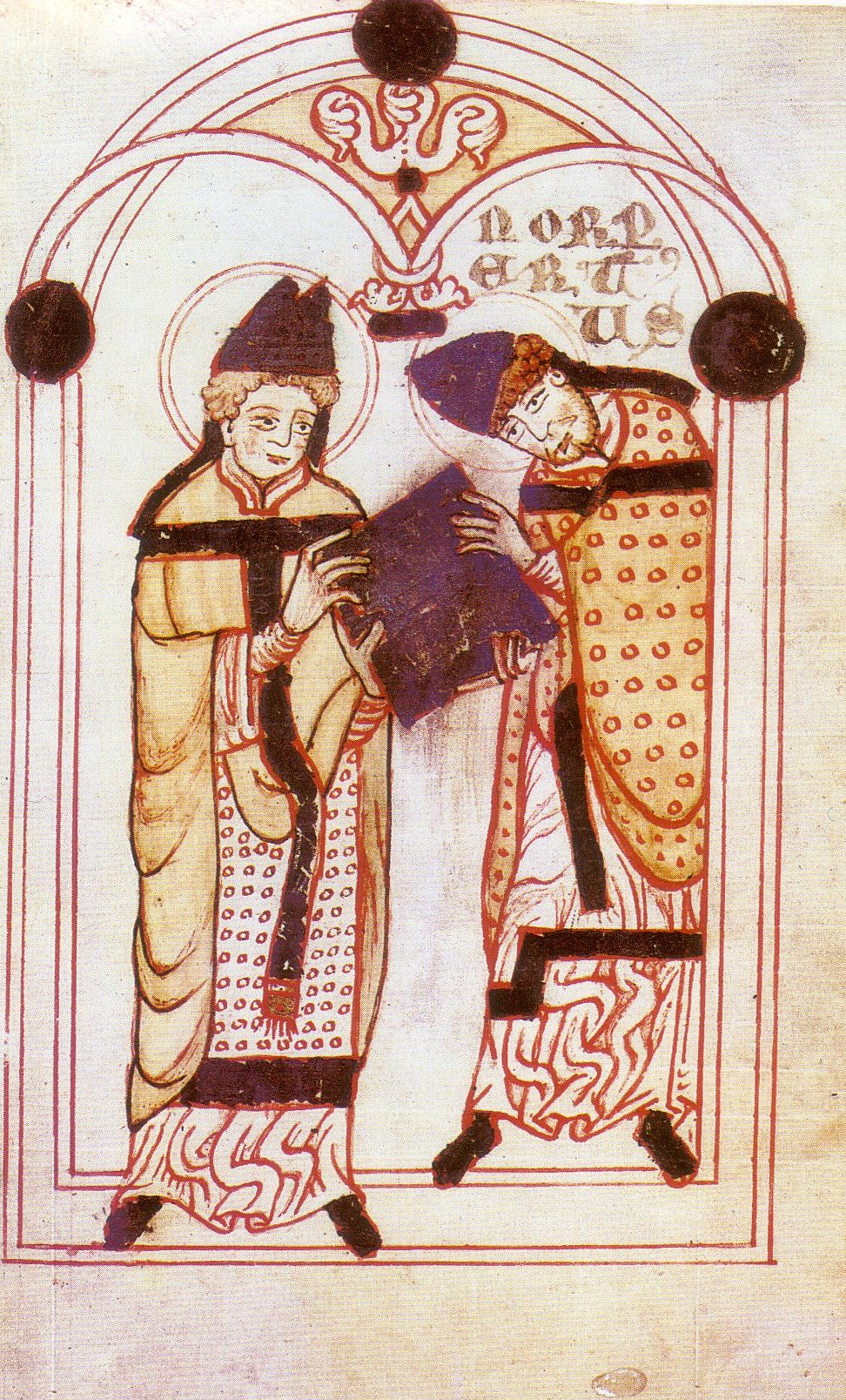
Der hl. Augustinus überreicht Norbert von Xanten seine Ordensregel, aus einer Abschrift der Norbertsvita (um 1140)

Norbert von Xanten (* 1080/1085 in Gennep; † 6. Juni 1134 in Magdeburg) war der Gründer des Prämonstratenserordens und von 1126 bis 1134 Erzbischof von Magdeburg und kurzzeitig in Vertretung des Erzbischofs von Köln unter Kaiser Lothar III. Reichserzkanzler für Italien. Er wird von der katholischen Kirche seit dem Jahr 1582 als Heiliger verehrt. Er ist Patron des Bistums Magdeburg und des Magdeburger Landes sowie einer der Patrone Böhmens. Seit 1969 erinnert auch die evangelische Kirche in Deutschland kalendarisch an ihn.
Zwei Brüche bestimmten sein Leben: Er wandelte sich vom reichen Chorherrn zum Asketen, der als Wanderprediger wirkte und eine Ordensgemeinschaft um sich scharte, kehrte zuletzt aber als Erzbischof von Magdeburg wieder in die Welt zurück.

## Leben als Kanoniker und Hofkaplan
Norbert von Xanten war der Sohn des Heribert von Gennep und dessen Gattin Hedwig. Schon als Kind trat er in das Stift St. Viktor in Xanten ein. Ihn erwartete ein gesichertes Leben auf einer ertragreichen Pfründe. Den Kölner Erzbischof Friedrich I. von Schwarzenburg (amt. 1100–1131) begleitend, kam der Kanoniker, der als Subdiakon noch kein Priester war, an den Königshof. Norbert nahm als Hofkaplan Kaiser Heinrichs V. an dessen Romzug teil, in dessen Verlauf der Salier im Jahr 1111 zum Kaiser gekrönt wurde.
Zwei Jahre später bot der Kaiser ihm das Bistum Cambrai an, doch Norbert war zur Übernahme dieses Amtes nicht bereit. Nachdem er miterlebt hatte, wie der Kaiser den Papst und die Kardinäle zwei Jahre lang gefangen halten ließ, dürfte die Weigerung Norberts auf eine zunehmende Distanz zum Kaiser hindeuten. Norbert neigte nun dem päpstlichen Lager zu und lehnte eine Investitur aus der Hand des Kaisers ab.
Im Jahr 1115 soll sich, so die wohl in der Mitte des 12. Jahrhunderts entstandenen Heiligenviten (Vita A und Vita B), ein Bekehrungserlebnis abgespielt haben: Ein Blitzschlag habe ihn während eines Ritts zum Stift Vreden auf dem Master Feld im Klosterhook zwischen den Bauerschaften Gaxel und Großemast zu Boden gerissen. Daran erinnert heute der „Norbertstein“ in der Bauerschaft Gaxel. Den Konventionen der Gattung entsprechend heben die Lebensbeschreibungen auf die Darstellung der Heiligkeit Norberts ab. Für viele Details sind sie die einzige Quelle.

## Leben als Eremit und Wanderprediger, Gründung des Prämonstratenserordens

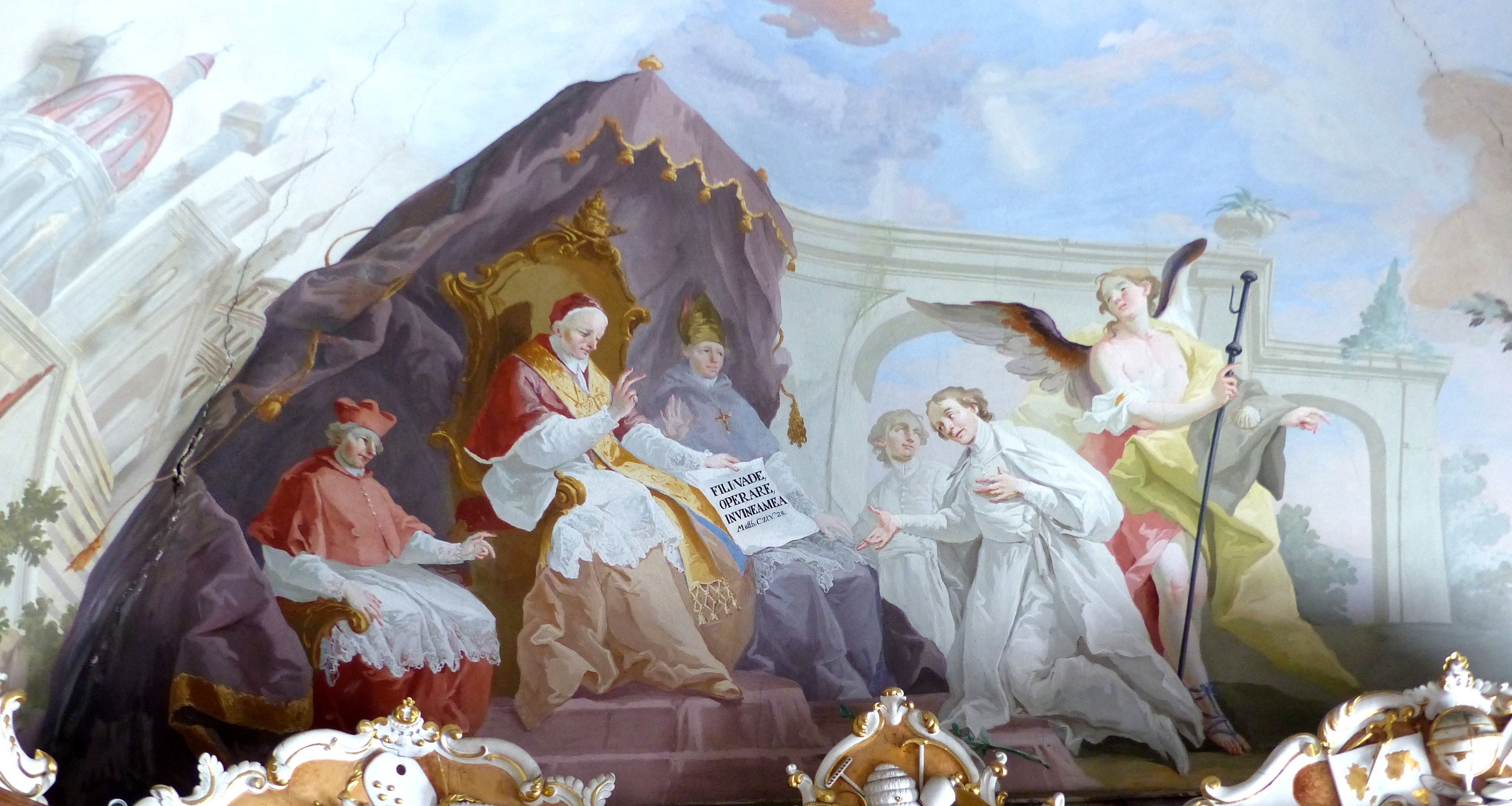
Papst Honorius II. bestätigt Norbert von Xanten die Prämonstratenser-Regel; Klosterbibliothek Nová Říše (Tschechien)

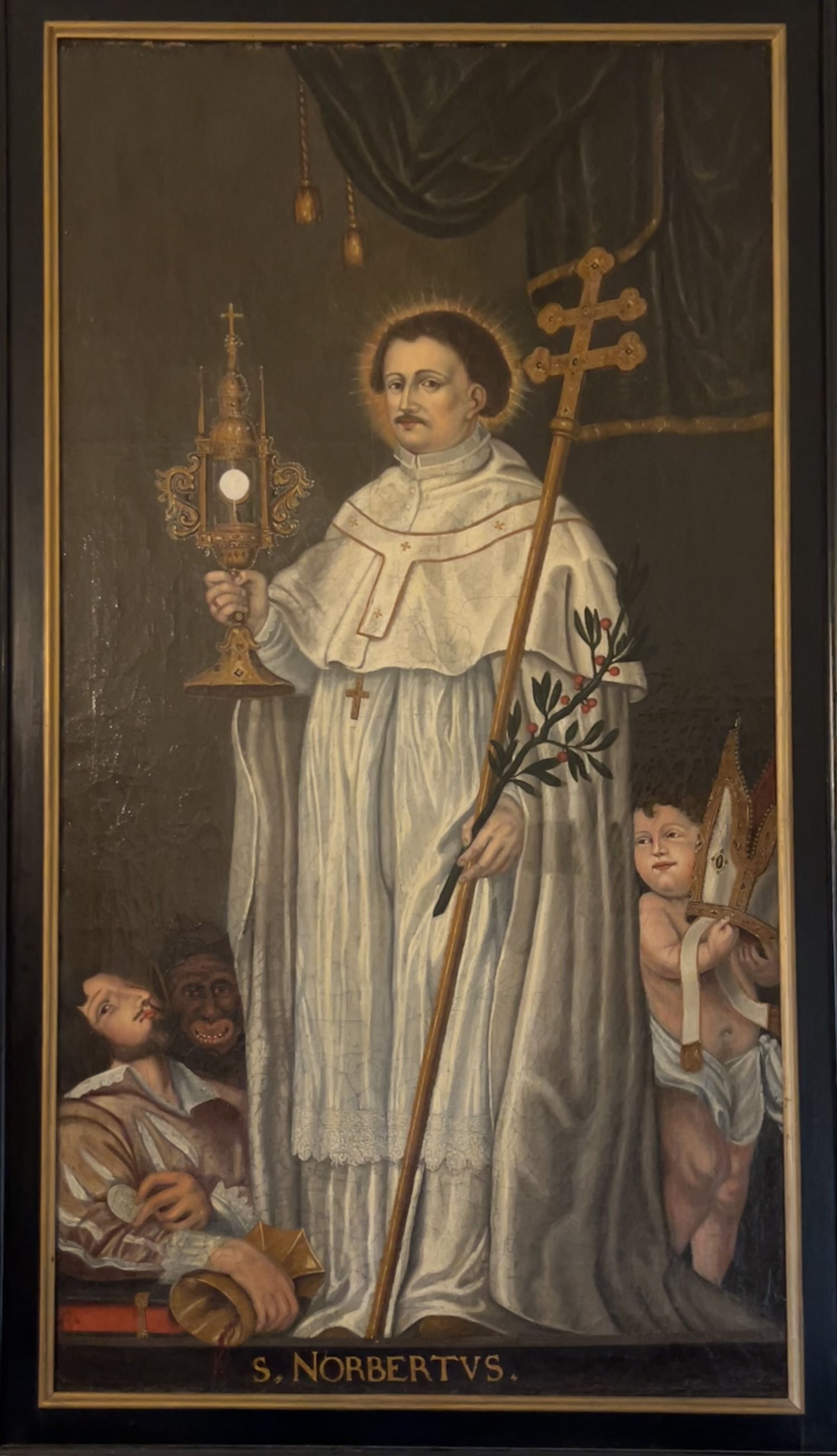
Norbert im ehemaligen Prämonstratenserkloster in Steinfeld, Eifel

Norbert ließ sich zum Priester weihen und vertauschte seine seidene Kleidung mit einem härenen Gewand. Inspiriert von den Ideen der Kloster- und Kanonikerreform und in engem Kontakt mit den reformstrengen Benediktinern von Siegburg und den asketischen Regularkanonikern der Abtei Kloosterrade (Klosterrath; heute Rolduc in Kerkrade bei Aachen) versuchte Norbert vergeblich, sein Heimatstift Xanten zu reformieren. Er wählte die Lebensform eines Eremiten (seine Einsiedelei befand sich auf dem Fürstenberg bei Xanten), zog aber auch als Wanderprediger umher. Seine charismatischen Reform- und Bußpredigten erregten den Argwohn der Amtskirche – Norbert lief damit Gefahr, als Ketzer verurteilt zu werden. Auf der Synode in Fritzlar (1118) kam es nicht zur Versöhnung, obwohl sich Norbert dort erfolgreich gegen den Vorwurf der Ketzerei verteidigen konnte. Daher beschloss er, seine Xantener Pfründe aufzugeben und die Heimat zu verlassen.
In Südfrankreich traf der Pilger auf Papst Gelasius II., der ihm die Erlaubnis erteilte, auf der Wanderschaft zu predigen. Norbert predigte einige Zeit in Nord- und Westfrankreich. Im Jahr 1119 trat er auf dem Konzil von Reims auf.
Die Amtskirche versuchte, die für viele Menschen faszinierende, für die Kirche aber unbequeme Persönlichkeit einzubinden: In Laon sollte Norbert das Stift St. Martin reformieren, aber wie in Xanten waren die Kanoniker reformunwillig. In seinen Predigten rief Norbert zur Nachfolge Christi und der Apostel auf. Sein Vorbild war das Leben nach dem Muster des Urchristentums (Vita apostolica). Mit seiner Ablehnung der als kritikwürdig angesehenen kirchlichen Strukturen sprach er viele Unzufriedene an, die nach neuen Wegen suchten. Vielleicht auf Anraten von Papst Kalixt II. schuf der Bischof von Laon die Voraussetzungen, dass Norbert ein Kloster gründen und leiten konnte. Auch hier war wohl das Motiv, den ungebundenen Prediger einzuhegen. Norbert sträubte sich zunächst, sein bisheriges Leben aufzugeben, schließlich wählte er das abgelegene Waldtal Prémontré für eine Niederlassung aus. So wurde er zum „Klostergründer wider Willen“.
Die Gemeinschaft aus Laien und Geistlichen wurde zur Keimzelle des Prämonstratenserordens, der sich an die Augustinusregel hielt und eremitischen Idealen verpflichtet war. Im Jahr 1126 bestätigte Papst Honorius II. den Orden der „Chorherren des heiligen Augustinus nach den Gebräuchen der Kirche von Prémontré“. Bis 1137/40 war auch ein Frauenkonvent in Prémontré angegliedert und war somit – wie viele Prämonstratenserklöster – ein Doppelkloster.
Im Rahmen der Kanonikerreform vertrat Norbert ein Rechtsmodell, das der Historiker Stefan Weinfurter als Libertas Norbertina bezeichnet hat. Er ließ sich als Eigenkirchenherr die Eigentumsrechte der jeweiligen Klöster übertragen, übernahm selbst die Leitung und strebte eine Art „bischofsfreie Zone“ an. Für seine auf viele Stifte verteilte Reformgruppen war er Vater, Abt und Bischof zugleich. Seine Gemeinschaft war ganz auf ihn zugeschnitten, lebte nach seinem Vorbild ohne schriftlich niedergelegte Normen. Als Norbert nach Magdeburg wegging, geriet die Gemeinschaft in eine Krise, auf die Norberts Schüler Hugo von Fosses (amt. ca. 1128–1161) mit der Institutionalisierung des Prämonstratenserordens und der Abkehr von der Zentrierung auf eine einzige Person antwortete.

## Erzbischof von Magdeburg

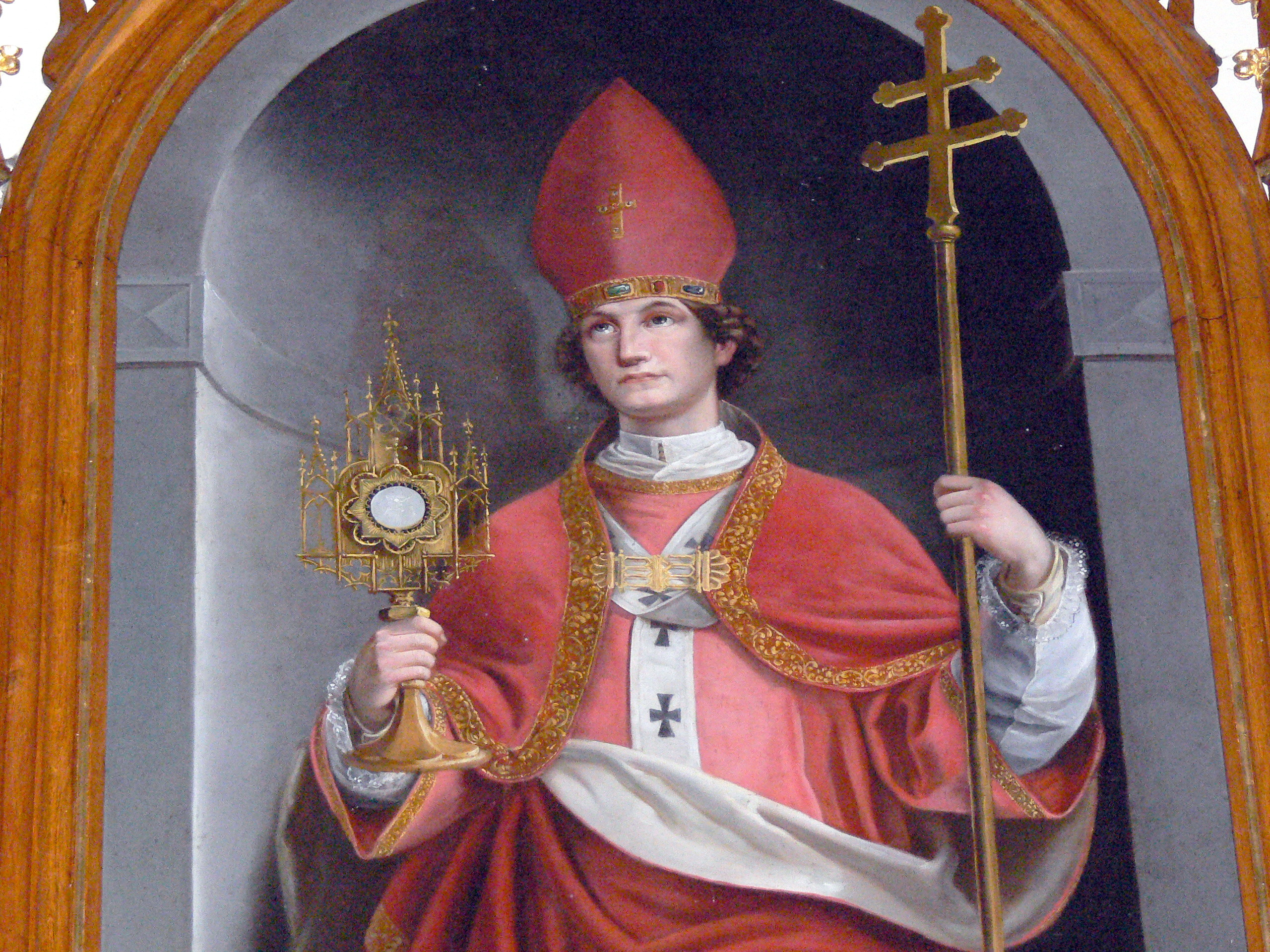
Hl. Norbert als Erzbischof, Stift Schlägl (19. Jh.)

Im Winter des Jahres 1125 reiste Norbert nach Rom und wurde ehrenvoll vom Papst empfangen. Nach dem Tod des Erzbischofs Ruotger von Magdeburg kam es zur zweiten großen Wende in Norberts Leben. Der charismatische Stifter einer sich rasch ausbreitenden religiösen Gemeinschaft ließ sich zum Erstaunen seiner Mitbrüder von Papst Honorius II. und König Lothar III. in die Pflicht nehmen und wurde auf einem Hoftag in Speyer zum Erzbischof von Magdeburg bestimmt. Am 18. Juli 1126 zog er dort ein, wobei die Legenden berichten, er sei barfuß und in ärmlicher Kleidung eingetroffen. Nun zeigte er sich als unnachgiebiger Reformer, der sich bei den adeligen Chorherren der Bischofskirche ebenso unbeliebt machte wie bei den einfachen Priestern, die den Zölibat einhalten mussten. Er propagierte eine allgemeine Kleriker- und Kirchenreform und stellte etablierte Besitzstände in Frage.
Im Jahr 1129 ersetzte er die Kanoniker des Stifts Unser Lieben Frauen in Magdeburg durch Prämonstratenser. Es soll zwei Anschläge auf sein Leben gegeben haben, und auch die Bürger rebellierten gegen den als hart empfundenen Erzbischof, der aus der Stadt fliehen musste. Mit dem Interdikt zwang er sie zur Unterwerfung. Seine erfolglosen Versuche, östlich der Elbe zu missionieren und seine erzbischöflichen Rechte auf Polen auszudehnen, sind nur spärlich bezeugt.
Außer dem Stift Unser Lieben Frauen gelang es Norbert, auch das Kloster Pöhlde in eine Prämonstratenserniederlassung umzuwandeln. Ein neues Kloster Gottesgnaden wurde bei Calbe an der Saale gegründet. (Üblicherweise spricht man auch bei den Prämonstratensern von Klöstern, obwohl es sich um Regularkanoniker-Stifte handelt.)
Norbert zählte zu den Vertrauten Lothars III. und begleitete diesen in den Jahren 1132/33 nach Italien, wo Lothar zum Kaiser gekrönt wurde. Er fungierte, da der Erzbischof von Köln abwesend war, vorübergehend sogar als Reichserzkanzler für Italien. Nach seiner Rückkehr blieb Norbert am Hof des Königs. Seit Anfang 1134 wieder in Magdeburg, erlag er am 6. Juni 1134 möglicherweise einer Malariaerkrankung.
Aus dem asketischen Wanderprediger und dem Vaterabt seiner Reformgemeinschaft war ein Reichsfürst und Höfling geworden. In der Lebensbeschreibung des Grafen Gottfried von Cappenberg, der sein Vermögen Norbert geschenkt hatte und selbst dem Orden beigetreten war, wird berichtet, dass Gottfried bei einem Besuch in Magdeburg von der Pracht der Hofhaltung Norberts so abgestoßen wurde, dass er sofort wieder abreiste.
Gottfried von Cappenberg hatte gegen den Widerstand seines Schwiegervaters Friedrich von Arnsberg, aber im Einvernehmen mit seinem Bruder Otto am 31. Mai 1122 die Burg Cappenberg an Norbert übereignet.

## Reformer
Norbert von Xanten war kein schreibender Theologe. Auch wenn ihm Prämonstratenser in der frühen Neuzeit etliche Schriften zuschrieben, sind lediglich zwei kurze Urkunden authentisch, die er als Erzbischof ausstellte.
Seine Reformgesinnung war praktisch orientiert. Die alte Ordnung nach apostolischem Vorbild sollte wiederhergestellt werden. Er wollte, schreibt Stefan Weinfurter über die Zeit als Wanderprediger, „nicht nur sich selbst retten, sondern die Gesamtkirche erreichen, in apostolischer Nachfolge möglichst viele Menschen durch das Wort der Predigt ansprechen und zur Nachahmung der Lebensweise der Urkirche überzeugen“.

## Tod, Grabstätte und Heiligsprechung

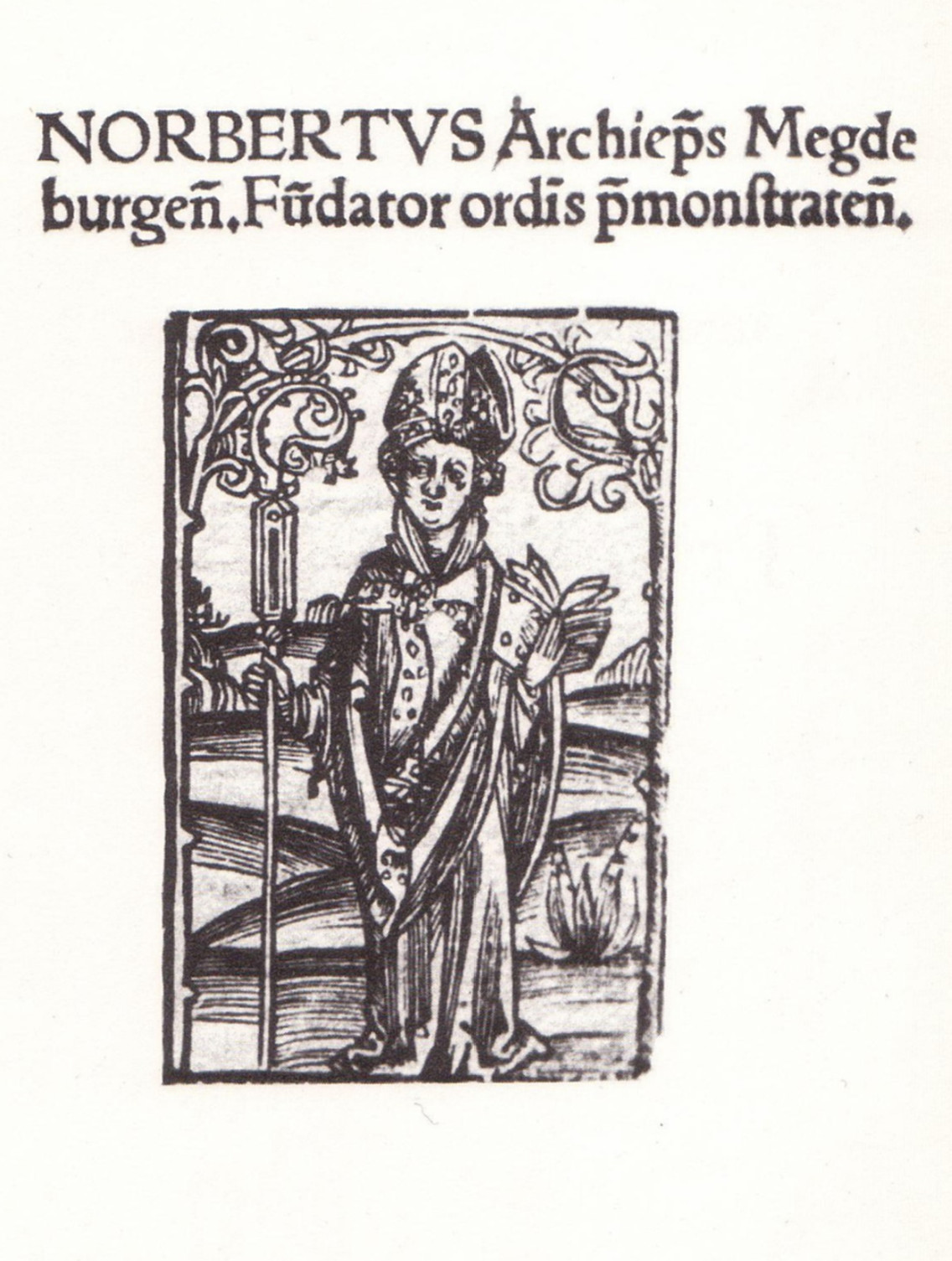
Aus dem Missale Praemonstratense, Straßburg um 1502/04

Norbert starb am 6. Juni 1134 in Magdeburg. Am 11. Juni wurde er durch die Bischöfe Godebold von Meißen, Ludolf von Brandenburg und Anselm von Havelberg in der Kirche des Klosters Unser Lieben Frauen feierlich beigesetzt. Den Viten ist zu entnehmen, dass der Erzbischof zunächst bei seinen Vorgängern am Kreuzaltar bestattet worden war und einige Jahre später in den Chor der Kirche überführt wurde.
Anders als vergleichbare Persönlichkeiten wurde Norbert lange Zeit nicht heiliggesprochen. Im 16. Jahrhundert wollte jedenfalls der von ihm gegründete Orden es nicht länger hinnehmen, dass sein Stifter nicht der Schar der kirchlich verehrten Heiligen angehörte. Erst im Jahr 1582 erlaubte Papst Gregor XIII. dem Orden, ihn am 6. Juni als heiligen Bischof und Bekenner zu feiern. Im Jahr 1621 wurde die Verehrung auf die gesamte katholische Kirche ausgeweitet. Im Jahr 1982 wurde Norbert von Papst Johannes Paul II. zum Schutzpatron des Magdeburger Landes erhoben.
Durch die Bemühungen des Abtes Kaspar von Questenberg aus Prag gelangte das Liebfrauenkloster im Zuge der Gegenreformation noch einmal in den Besitz der Prämonstratenser. Dieser Abt ließ 1626, als die politische Lage während des Dreißigjährigen Krieges dies erlaubte, die Gebeine des Ordensgründers Norbert – gegen den Widerstand von Rat und Bürgerschaft des lutherischen Magdeburg – in das Prämonstratenserkloster Strahov nach Prag überführen, wo sie noch heute ruhen. Von den zeitgenössischen Quellen zur Erhebung der Gebeine und zur Überführung nach Prag ist sicher die wichtigste die Narratio translati e Saxonia in Boemiam sacri corporis … Norberti ….
In einer Jenaer Schrift von 1709, dem sogenannten Pseudonorbertus ex narratione Pragensi translati e Saxonia in Boioemiam corporis Norberti, versuchte Franz Büttner zu belegen, dass der Strahover Abt Kaspar von Questenberg und seine Begleiter am 3. Dezember 1626 das falsche Grab öffnen ließen. Angeblich hätten die für die Exhumierung Verantwortlichen in Magdeburg den Strahover Abt bewusst irreführen wollen. Nachdem man den kaiserlichen Befehl zur Translozierung der Norbert-Reliquien schon nicht mehr habe abwenden oder hinauszögern können, griff man angeblich zu einer List: Noch vor Ankunft des Abtes seien alle Gebeine aus dem wirklichen Norbertgrab entnommen und heimlich innerhalb der Kirche im Erdboden bestattet worden. Der Abt von Strahov habe die Gebeine des Magdeburger Erzbischofs Heinrich († 1107) irrtümlich für die Gebeine Norberts gehalten und in sein Kloster überführt, so dass man in Prag seit 1627 einen Pseudo-Norbert verehre. Die wirklichen Gebeine würden aber in Magdeburg ruhen.
In Magdeburg pflegten auch die Protestanten das Andenken Norberts. Im Jahr 1683 erklärte der Jenenser Theologe Johannes Christian Schneider „es nicht nur zur Pflicht der Magdeburger Stiftsherren, das, was Norbert begonnen habe, zu erhalten, sondern ihm auch in seiner Treue zum Evangelium und dem Eifer bei seiner Verkündigung zu folgen“.
Bei archäologischen Ausgrabungen wurde ab 1975 die Grabanlage Norberts unter der Vierung der Magdeburger Liebfrauenkirche freigelegt. Der mit Renaissancepilastern ausgeschmückte Raum war wahrscheinlich aus Anlass seiner Heiligsprechung (1582) errichtet worden. Mit der Überführung der Gebeine Norberts in das Kloster Strahov nach Prag im 17. Jahrhundert verlor er seine Bedeutung und wurde überbaut. Eine weiße Marmorplatte mit Inschrift an der Westwand des nördlichen Querschiffs entstand vermutlich ebenfalls erst im Zusammenhang mit der Heiligsprechung.
Erst seit dem 17. Jahrhundert versuchte man in Xanten, für Norberts Leben bedeutsame Orte und Gegenstände auszumachen. Noch heute erinnert am Durchgang zum Dom eine Inschrift an die angebliche Norbertzelle unterhalb der Michaelskapelle.
In Norberts Amtszeit als Erzbischof von Magdeburg wurden keine Münzen geprägt.

## Kult und Ikonografie

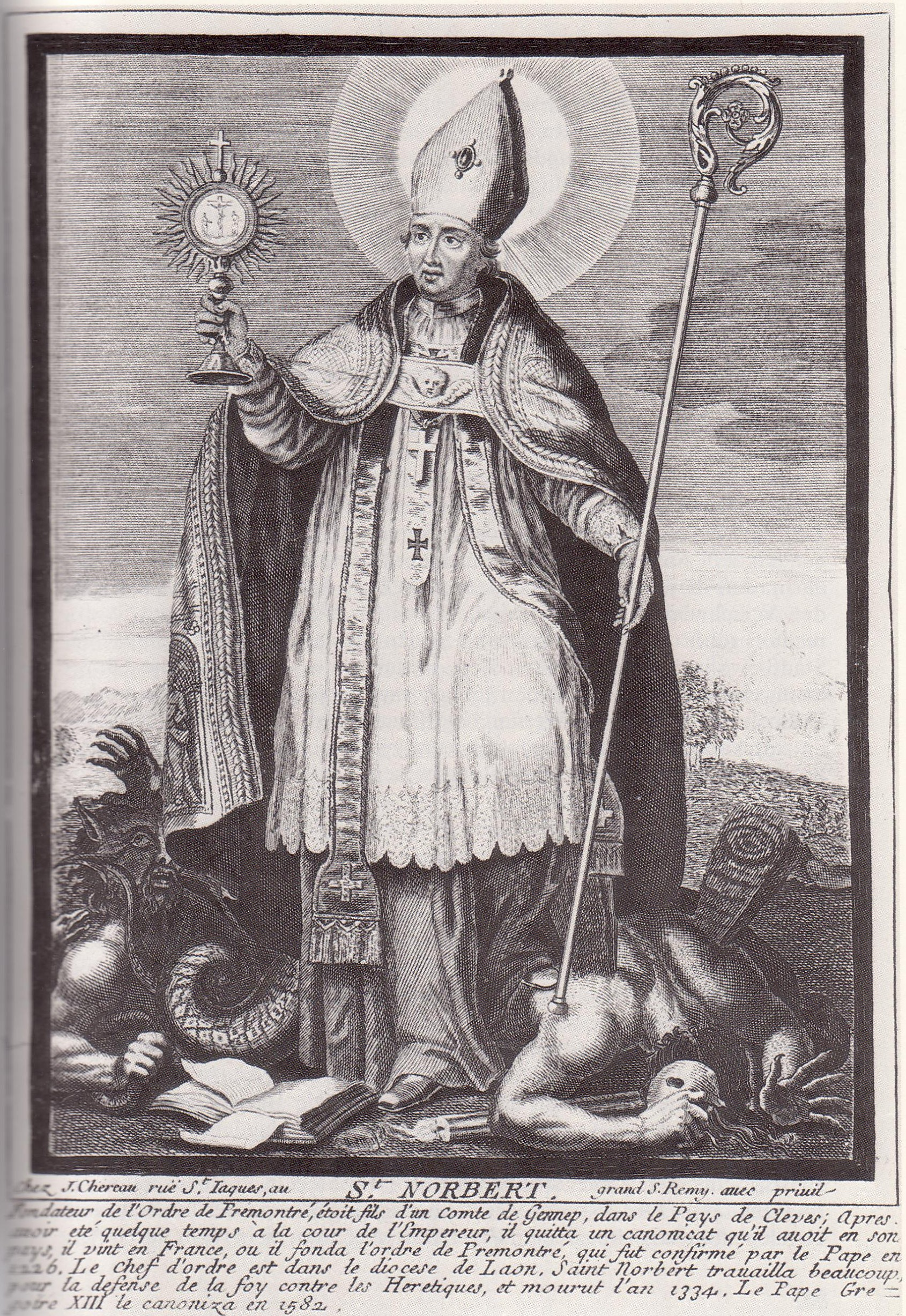
Die um 1750 entstandene Darstellung zeigt Norbert, wie er über Satan und einen Ketzer triumphiert

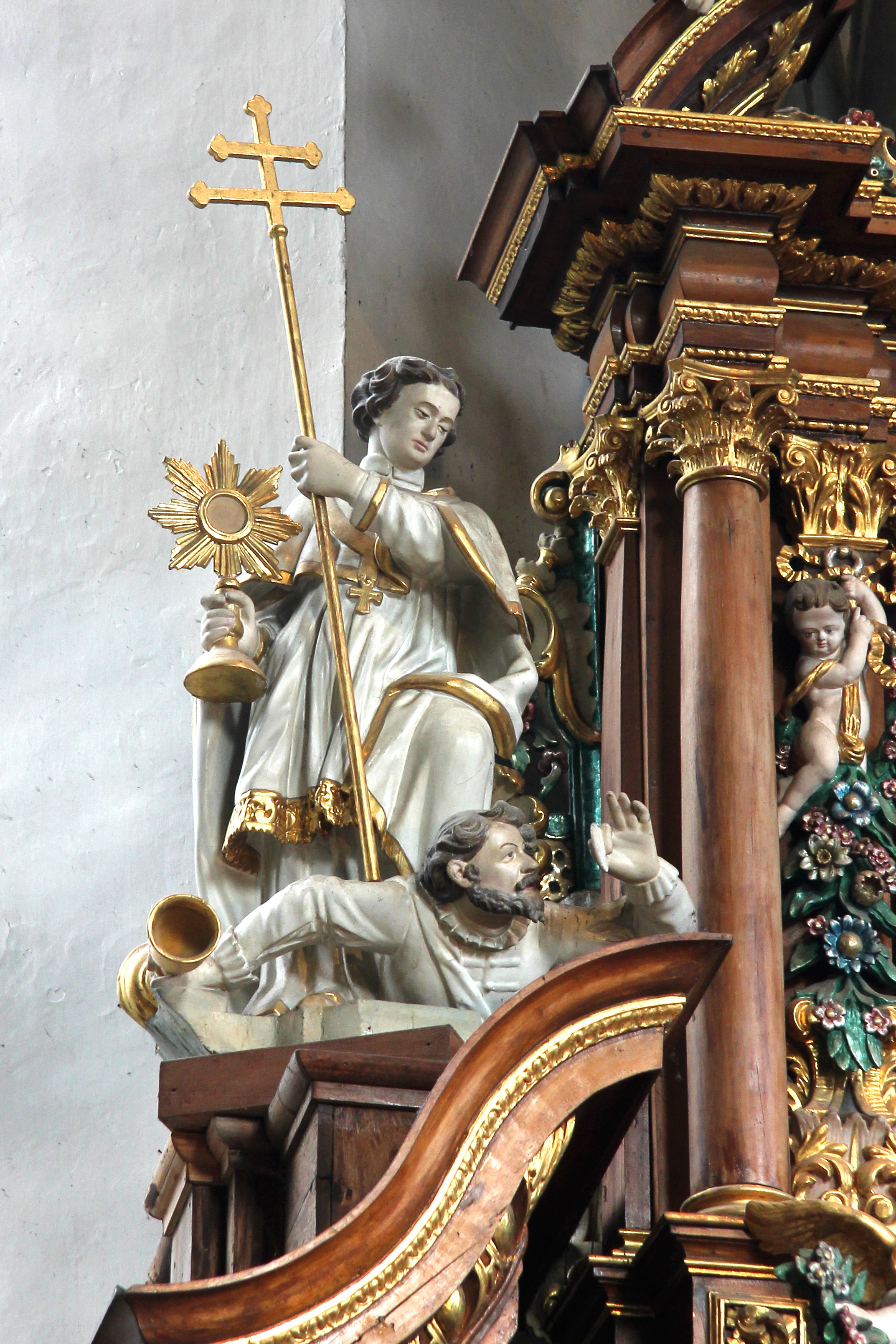
Norbert bezwingt Tanchelm; Skulptur in der Pfarrkirche St. Potentinus in Wehr (Eifel)

Die Verehrung Norberts beschränkte sich bis zur Gegenwart im Wesentlichen auf den Prämonstratenserorden, auch wenn es einige Pfarreien gibt, deren Kirchen ihm geweiht sind und die ihn als Patron verehren. Ein Volksheiliger ist er bis heute nicht.
Seine üblichen Attribute auf bildlichen Darstellungen sind der Kelch (manchmal mit Spinne) und die Monstranz. Die Spinne bezieht sich auf die legendarische Erzählung, Norbert sei einmal eine giftige Spinne in den Messkelch gefallen. Im Vertrauen auf die heilige Kommunion habe er sie verschluckt und die Spinne sei zur Nase wieder herausgekommen.
Der erste Bildzyklus zu seinem Leben wurde um das Jahr 1525 von Abt Jakob Murer von Weißenau in einer Handschrift für das Kloster in Auftrag gegeben (Traditionscodex heute in Schloss Zeil). Nach der Heiligsprechung 1582 erschienen etliche fromme Schriften über seine Vita. Gleichsam zur Mustervorlage für lokale Norbert-Darstellungen in den Prämonstratenserklöstern wurde die Kupferstichfolge der bei Theodor Galle in Antwerpen im Jahr 1622 erschienenen Bildvita, die der dortige Prior Johannes Chrysostomus van Sterre in Auftrag gab und mit Begleittexten versah.
Der Prämonstratenser Benedikt Fischer aus dem Stift Schlägl veröffentlichte 1670 in Nürnberg eine lateinische Lebensbeschreibung, aus deren Titel hervorgeht, welche Verdienste man Norbert damals zuschrieb: Er heißt dort Gründer des Prämonstratenserordens, Apostel von Antwerpen – Gründung der Abtei St. Michael –, Sachsen und der Slawen, Erzbischof von Magdeburg, Patron des Königreichs Böhmen und Primas Deutschlands. Zugleich gab es auch eine deutsche Version dieser Schrift.
In der Zeit der Gegenreformation machte die katholische Propaganda Norbert, der 1124 zu Antwerpen die Anhänger des Tanchelm bekämpft hatte, zum „Exponenten der Rechtgläubigkeit“. In den Darstellungen wird er nun als insignialer Würdenträger mit Pallium, einem den Erzbischöfen vorbehaltenen Doppelkreuzstab, Kelch und Monstranz ausgestattet; der Ketzer Tanchelm liegt oft zu seinen Füßen. Norbert führt ein Wappen mit einem roten Kreuz auf silbernem Grund mit Kelch und Friedenspalme.
Im 19. und 20. Jahrhundert wurde er gegen die Niederländer (sein möglicher Geburtsort Gennep liegt ja in der Provinz Limburg), Belgier und Franzosen als „deutscher“ Heiliger beansprucht. In den neuesten Darstellungen aus dem Umkreis des Prämonstratenserordens wird die im 12. Jahrhundert noch unbekannte Monstranz durch eine Pyxis oder ein Ziborium ersetzt. Als Wappen tritt das der Herren von Gennep auf.
Es gibt eine Reihe von katholischen Pfarrkirchen, die Norbert geweiht sind (Norbertkirche). So wurde in den Jahren nach 1885 in Magdeburg St. Norbert errichtet.
Anlässlich seines 850. Todestages gab die Deutsche Bundespost am 8. Mai 1984 das Sonderpostwertzeichen Hl. Norbert von Xanten aus.

## Lateinische Viten
Lange kannte man nur die Vita B, bis in der Mitte des 19. Jahrhunderts in der Handschrift der Berliner Staatsbibliothek Ms. theol. lat. 79 aus dem 14. Jahrhundert entdeckt wurde. Diese Vita A wurde 1856 in Band 12 der MGH Scriptores (in folio) ediert. Im Jahr 1972 entdeckte man noch eine zweite Überlieferung, das Hamburger Fragment Scrin. 17, Fragment 21 (ebenfalls aus dem 14. Jahrhundert). Dagegen sind von der sehr viel ausführlicheren und erbaulicheren Vita B mindestens 25 Handschriften überliefert. Lange stritt man sich über die Priorität von A oder B. Neuerdings nimmt man an, A sei älter. Beide Lebensbeschreibungen wurden ungefähr in der Mitte des 12. Jahrhunderts verfasst.

## Würdigung in der Gegenwart
Lange Zeit wurde das Bild eines Heiligen gepflegt, wie es die beiden Viten entworfen hatten, um den Ordensgründer Norbert gegen seine zeitgenössischen Kritiker zu verteidigen, die ihm seine Wendungen übelnahmen. In neuerer Zeit zeichnet sich eine eher unterscheidende Sichtweise der eigenwilligen und willensstarken Persönlichkeit Norberts ab. So schreibt Stefan Pätzold (2000):

„Dem begnadeten Prediger mit seiner überragenden Ausstrahlungskraft und dem Ordensstifter kann man Bewunderung nicht versagen, der Erzbischof und Missionar hingegen trägt unsympathische Züge.“

Die jüngeren Urteile über Norbert resümierte der Historiker Kaspar Elm 1984 so:

„Wo die einen in ihm Heiligkeit sehen, brandmarken die anderen Scheinheiligkeit. Wenn auf der einen Seite die Sorge für das Reich und die Kirche, für die eigene Seele und die der anderen als das eigentliche Motiv seines Handelns gelten, geht man auf der anderen davon aus, er habe sich in all seinen Aktionen nur von Ehrgeiz leiten lassen. Hier ist von charmanter Großzügigkeit, von literarischer Kultur, von einer fast unglaublichen Faszinationskraft auf die Mitmenschen die Rede, dort erscheint Norbert als rücksichtsloser Hierarch, der für Freundschaft und Familienbande kein Verständnis aufbrachte, wenn es um die Durchsetzung seiner Ziele ging.“

Elm weist den 1975 erhobenen Vorwurf von Dietrich Claude zurück, Norbert habe als Erzbischof von Magdeburg versagt und der Mission schwer geschadet.

## Gedenktage
- Katholische Gedenktage: 6. Juni und 24. April (Überführung der Gebeine)
- Evangelischer Gedenktag: 6. Juni (im Evangelischen Namenkalender)